# Christi-Verklärungs-Kathedrale (Isjum)

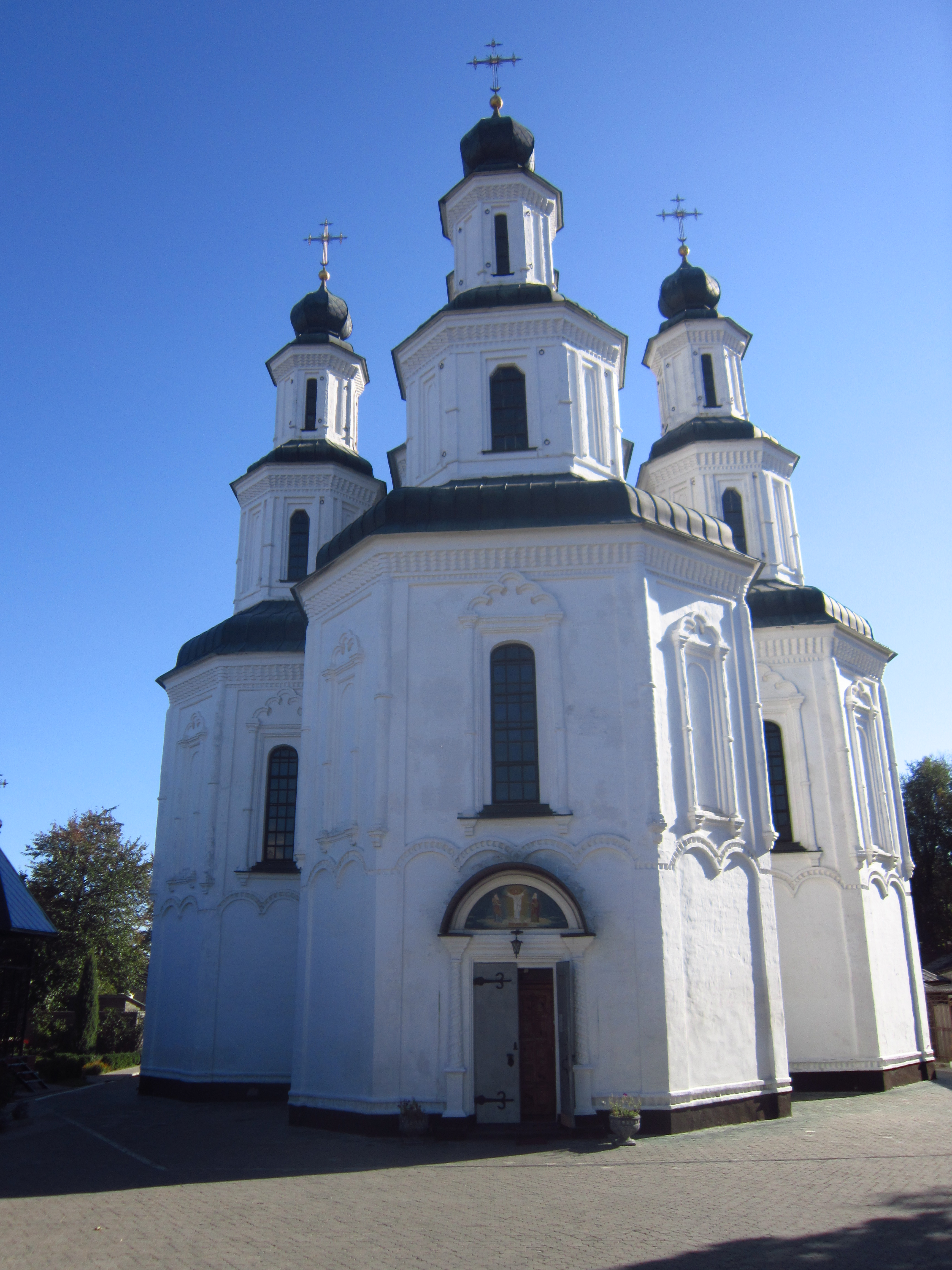
Die Kathedrale, Außenansicht

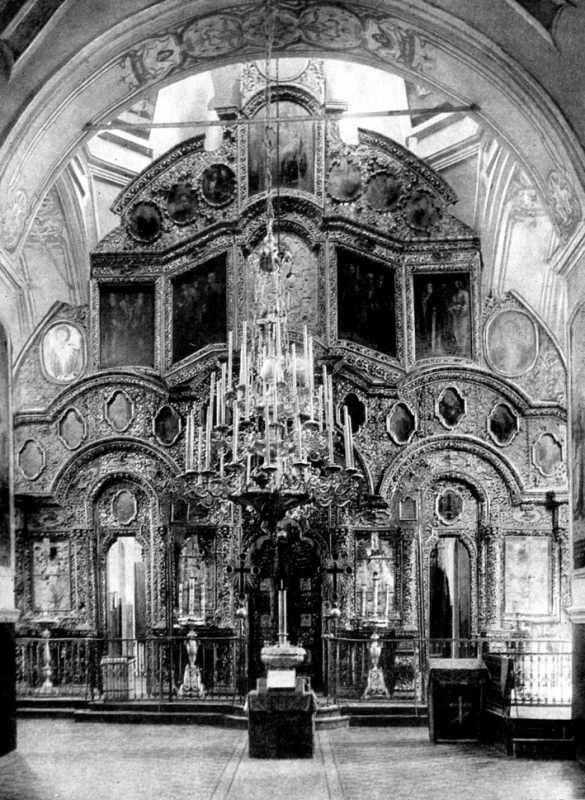
Ikonostase

Die Christi-Verklärungs-Kathedrale (ukrainisch Свято-Преображенський собор) ist eine Kreuzkuppelkirche in der ukrainischen Stadt Isjum.

## Geschichte
Die orthodoxe Kirche des Moskauer Patriarchats im Stil des ukrainischen Barocks wurde in den Jahren 1682 bis 1684 errichtet. Sie ist ein Werk der Bauhütte, die 1689 in Charkiw die Kathedrale (Pokrowski sobor, Покровський собор) des Maria-Schutz-Klosters (Свято-Покровський монастир) errichtet hat.
An der Westseite wurden im Jahr 1886 ein Glockenturm und eine Vorhalle ergänzt. Ein weiterer Umbau erfolgte Anfang des 20. Jahrhunderts, als M. I. Lowzow die ursprünglichen Kuppeln demontieren und stattdessen neue zwiebelförmige dort platzieren ließ. Zudem ergänzte man dabei Kokoschniks im oberen Bereich der Mauer. Während des Zweiten Weltkriegs wurden zwei der Kuppeln sowie Glockenturm und Vorhalle beschädigt, aber in der Folgezeit wiederhergestellt. Das Eisendach ersetzte man im Jahr 1983 durch ein Kupferdach.
Im Jahr 2022 wurde die Kathedrale während des russischen Überfalls auf die Ukraine beim Beschuss durch russische Truppen teilweise beschädigt.

## Bau und Anlage
Die Kathedrale ist eine Kreuzkuppelkirche mit fünf Turmerhöhungen. An den Mittelraum auf quadratischem Grundriss sind vier Kreuzarme auf polygonalem Grundriss angefügt. Die innere Erhöhung beträgt 25 Meter, die Höhe im Äußeren einschließlich des Kreuzes 35 Meter. Eine Arkatur verziert das Äußere der Kirche in der Höhe der Emporen. Die Ecken, die flachen Blendnischen und Fenster schmücken Halbsäulen; über den Fenstern liegen Ziergiebel. Der Innenraum ist in die Höhe geöffnet und wirkt durch seine hohen und breiten Bögen, die ihn mit den Kreuzarmen verbinden, einheitlich. Die Kathedrale wird nach G. N. Logwin zu den besten Kreuzkuppelkirchen des ukrainischen Barocks gerechnet.